# Leonid Passetchnik
Leonid Ivanovitch Passetchnik (en russe : Леонид Иванович Пасечник ; en ukrainien : Леонід Іванович Пасічник), né le 15 mars 1970 à Vorochilovgrad (république socialiste soviétique d'Ukraine), est un militaire et dirigeant ukrainien devenu russe.
Il accède au pouvoir dans la république séparatiste autoproclamée de Lougansk par un coup d'État en 2017 avant d'être élu en 2018. Il adhère au parti politique de Vladimir Poutine Russie unie en 2021 et accompagne l'annexion unilatérale de sa région par la Russie en 2022. 

## Carrière

Logo du Parti Paix pour Lougansk

Il naît en 1970 à Vorochilovgrad (aujourd'hui Louhansk) d'un père policier,. La famille s'installe en 1975 à Magadan à l'autre extrémité de l'URSS. Leonid Passetchnik est diplômé de l'école supérieure militaro-politique du génie et des transmissions de Donetsk. En 1993, il devient fonctionnaire du service de sécurité d'Ukraine puis atteint le grade de lieutenant-colonel. Il est directeur d'administration du service de lutte contre la contrebande dans la SBU pour l'oblast de Louhansk. Il est remarqué pour avoir fait saisir le 15 août 2006 au poste de contrôle d'Izravino une somme illicite de près de deux millions de dollars américains et de plus de sept millions de roubles.
Il dirige de 2010 à 2014 le service du SBU de Stakhanov et atteint le grade de colonel. Il démissionne par la suite s'opposant aux troubles de l'Euromaïdan déclarant en janvier 2016 : « Je ne suis pas parti de moi-même ; l'on m'a fait démissionner. Le système m'a vraiment brisé au plus haut point. Je ne comprenais pas vraiment cela lorsque j'étais plus jeune. Mais quand j'ai pris mes galons de colonel, j'ai compris qu'il me fallait faire le choix d'un des deux côtés... L'on m'a expliqué d'aller dans n'importe quelle équipe ; mais elles étaient toutes orientées dans la mauvaise direction et vérolées par la corruption. J'ai dit que je n'irai nulle part et que j'avais la tête sur les épaules ».
Il se range du côté des séparatistes pro-russes à l'éclatement de la guerre du Donbass. Il est nommé ministre de la sécurité nationale de la république populaire de Lougansk le 9 octobre 2014. Il s'oppose à Igor Plotnitski en 2015. En octobre 2015, Plotnitski le suspend temporairement de ses fonctions en raison de l'ouverture d'une enquête ouverte par Passetchnik contre le ministre des ressources pétrolières, de l'énergie et de l'industrie houillère, Dmitri Liamine, pour fraudes et machinations. Par la suite, les deux hommes retrouvent leurs postes. En mars 2016, les médias ukrainiens révèlent qu'il existe entre eux deux une opposition sérieuse à propos des ressources de carburant importées par la république. En août 2016, Plotnitski accuse les services de renseignement de la république de Lougansk d'inaction après la tentative d'assassinat contre lui, lorsqu'il a été grièvement blessé dans un attentat à la voiture piégée.
Passetchnik est nommé à la tête de la république populaire de Lougansk le 24 novembre 2017 après la démission de Plotnitski à cause d’un coup d’État. Dès sa nomination, il se dit attaché aux accords de Minsk,. Le lendemain, le 25 novembre, sa nomination est approuvée à l'unanimité par le conseil populaire de la RPL.
Le 11 novembre 2018, Léonid Passetchnik gagne les élections présidentielles avec 68,3 % des suffrages exprimés.
Leonid Passetchnik signe le 21 février 2022 le traité d'amitié, de collaboration et d'aide mutuelle avec la fédération de Russie. Trois jours plus tard, cette dernière envahit l'Ukraine.